# Chemin de croix du cimetière de Lagupie
Le chemin de croix du cimetière de Lagupie est un monument historique situé dans le cimetière de Lagupie, dans le département français de Lot-et-Garonne. 

## Localisation
L’ensemble, constitué par les quatorze stations, est situé dans le cimetière de l'église Saint-Jean-Baptiste, église elle-même protégé depuis 1925 pour ses éléments romans du XIIe siècle 

## Historique
Le village comptait plusieurs riches familles possédant de belles demeures et sont peut-être à l’origine de l’édification, dans l’enceinte du cimetière encadrant l’église, d’un chemin de croix érigé vers 1868 par les frères Virebent, céramistes et architectes d’origine toulousaine.
Selon le service patrimoine du Conseil départemental, « Cette œuvre est d’une rare originalité par sa conception et son implantation, présente un intérêt certain pour l’histoire de l’art. ». 
Sur quatorze médaillons peints, dix ont disparu. La mairie a fait restaurer en 2010 les quatre médaillons par l’Atelier Passé Recomposé de Bordeaux, spécialisé dans les travaux de céramique. La mairie souhaiterait reproduire les médaillons manquants dont les sources ont depuis disparu.
L'édifice fait l'objet d'un classement au titre des monuments historiques depuis le 16 juillet 2020.

## Architecture
Les quatorze stations cruciformes en terre cuite posées sur un piédestal en pierre sont composées de cinq pièces assemblées par des agrafes et par un carrelet en fer qui maintient la traverse. En leur centre, un médaillon en émail polychrome serti au revers en terre cuite gravé du chrisme, représente les scènes du calvaire du Christ.